# Райордан, Дерек
Де́рек Джордж Ра́йордан (англ. Derek George Riordan; 16 января 1983, Эдинбург) — шотландский футболист, игравший на позиции нападающего. Выступал за сборную Шотландии.
Карьера Дерека началась в клубе «Хиберниан», где Райордан зарекомендовал себя одним из самых перспективных футболистов Шотландии. По итогам сезона 2004/05 он выиграл обе награды лучшему молодому игроку сезона — по версии футболистов и представителей СМИ. В этом же году Дерек дебютировал в сборной Шотландии. В 2006 году Райордан перешёл в «Селтик», но, не сумев закрепиться в основном составе «кельтов», через два года был вынужден вернуться в «Хиберниан». Покинув «хибс» по окончании сезона 2010/11 в статусе свободного агента, форвард в июле 2011 года подписал контракт с китайским клубом «Шэньси Чаньба». Через четыре месяца Райордан и «волки» расторгли соглашение о сотрудничестве по обоюдному согласию. 30 марта 2012 года Дерек поставил подпись под краткосрочным контрактом с шотландским «Сент-Джонстоном». В сентябре 2012 года форвард перебрался в Англию, став игроком «Бристоль Роверс». 24 декабря краткосрочный контракт шотландца с «пиратами» истёк, и Дерек вновь остался без клуба.
С 2005 года Райордан защищал цвета национальной сборной Шотландии, провёл в её составе три матча.

## Клубная карьера

### «Хиберниан»
Свой первый профессиональный контракт Дерек подписал с клубом «Хиберниан» в 2000 году. Дебют Райордана в «хибс» состоялся в следующем, 2001 году в поединке против «Харт оф Мидлотиан». Тем не менее шотландцу понадобилось несколько лет, чтобы завоевать место в основном составе «зелёно-белых».
В январе 2003 года Райордан вместе со своим одноклубником Полом Хилландем по арендному соглашению перешёл в «Кауденбит». Всего в составе этого клуба Дерек сыграл три игры и забил четыре гола, включая «хет-трик», сделанный шотландцем в игре против «Брихин Сити».
Райордан завоевал место в основном составе «Хиберниана» к концу сезона 2002/03, который «хибс» закончили на пятом месте в турнирной таблице чемпионата Шотландии. Следующие три сезона в эдинбургском клубе показали, что Дерек является одним из самых талантливых нападающих Шотландии — за этот период он забил в общей сложности 61 гол, ежегодно становясь лучшим бомбардиром «Хиберниана». По итогам сезона 2004/05 Райордан удостоился звания «Лучшего молодого игрока Шотландии», как по версии коллег-футболистов, так и по версии представителей прессы. В этом же, 2005 году, Дерек дебютировал в национальной сборной Шотландии.
В конце сезона Райордан заявил, что не будет продлевать контракт с «Хибернианом», после чего руководство «хибс» незамедлительно выставило молодого игрока на трансфер. Клубы, желающие приобрести Дерека, нашлись достаточно быстро. В августе 2005 года «Кардифф Сити» предложил за шотландца 500 тысяч фунтов стерлингов, однако сам Райордан отказался от перехода. В январское трансферное окно 2006 года глазговский «Рейнджерс» сделал попытку приобрести молодого нападающего за 400 тысяч фунтов, но теперь сумма трансфера не устроила руководство «Хиберниана». Предложения от российского «Локомотива» и немецкого «Кайзерслаутерна» были приняты «хибс», но Райордан вновь отказал потенциальным работодателям, мотивируя это желанием остаться в Шотландии.
В 2005 году в интернете появилось видео, где Дерек, празднуя с болельщиками победу в эдинбургском дерби над «Харт оф Мидлотиан», руководит своеобразным хором фанатов, которые на мотив известной композиции группы «The Beatles» «Yellow Submarine» распевают оскорбительные песни про футболиста «сердец» Руди Скацела. В частности, в них чешский футболист был назван «грёбанным беженцем из несуществующей страны», что намекало на распавшуюся Чехословакию. Позднее Райордан был вынужден лично извиниться перед Скацелом, признав, что он совершил «глупый и грязный поступок»

### «Селтик»
В мае 2006 года было объявлено, что молодой футболист пополнил ряды «Селтика». Сумма отступных, которую «кельты» заплатили «Хиберниану» за Райордана, составила 170 тысяч фунтов стерлингов. Столь малая плата объяснялась тем, что контракт Дерека с «хибс» истекал в октябре этого же года. К тому же ранее Райордан и глазговцы объявили, что между ними был подписан предварительный контракт, по которому игрок переходил в «Селтик» без всякой платы «Хиберниану» в январе 2007 года.
Дебют Дерека в составе «кельтов» состоялся 29 июля 2006 года в первом туре чемпионата Шотландии 2006/07, в котором «бело-зелёные» встречались с «Килмарноком». 30 декабря Райордан, поразив ворота «Мотеруэлла», открыл счёт своим голам за «Селтик». Тем не менее шотландец за два года так и не смог завоевать место в основном составе «кельтов», сыграв за это время всего 24 матча в первенстве страны.
В апреле 2008 года Райордан в одном из интервью раскритиковал тренерский штаб «Селтика», также сказав, что он недоволен тем, что играет так мало. За эти публичные высказывания Дерек был переведён в «дубль» «бело-зелёных», а руководство «Селтика» заявило, что клуб намерен в ближайшее время расстаться с футболистом.
В январе 2008 года английский «Бернли» обратился к «кельтам» с предложением за 400 тысяч фунтов продать им Райордана, но шотландцы посчитали эту сумму неприемлемой. Ещё пять других команд, включая бывший клуб Дерека, «Хиберниан», выходили на руководство «Селтика» с просьбой аренды нападающего, «бело-зелёные» все их были вынуждены отвергнуть, так как они рассчитывали продать игрока. В августе 2008 года «хибс» вновь попытались взять в аренду своего бывшего футболиста, но их опять ждал отказ.

### Возвращение в стан «хибс»
В последний день летнего трансферного окна 2008 года «Хиберниан» объявил о выкупе прав на Райордана. Сумма сделки между «хибс» и «Селтиком» осталась неразглашённой, но по разным данным составила около 400 тысяч фунтов. Другой шотландский клуб, «Хартс» также был готов купить Дерека, однако футболист предпочёл вернуться в свой родной клуб. После подписания контракта было объявлено, что Райордан будет выступать под необычным для полевого игрока номером «01», так как его любимая «десятка» уже была занята Колином Нишем. Перед началом сезона 2009/10 Ниш уступил Дереку десятый номер, взяв «девятку», ранее принадлежащую Стивену Флетчеру, покинувшему клуб в межсезонье 2009 года.
Первый матч после своего возвращения в стан «хибс» Райордан сыграл 13 сентября 2008 года, выйдя на замену на 61-й минуте матча против «Данди Юнайтед» вместо Джо Кинана. Спустя неделю точный удар Дерека принёс победу его клубу в поединке с «Гамильтон Академикал». По итогам сезона 2008/09 Райордан с 12 забитыми мячами стал лучшим бомбардиром «Хиберниана».
Набрав отличную форму в начале следующего сезона, Дерек был вновь вызван в национальную сборную Шотландии. В сентябре он был назван «Игроком месяца шотландской премьер-лиги». 6 марта 2010 года в матче «Хиберниан» — «Килмарнок» Райордан точным ударом со штрафного забил свой сотый мяч в карьере. Главный тренер «хибс» Джон Хьюз отметил отличную игру футболиста, призвав наставника национальной команды, Крейга Левейна обратить на Дерека пристальное внимание. Вскоре после этого Райордан заявил, что хотел бы продлить контракт с клубом в виду скорого истечения текущего соглашения. В конце августа «Хиберниан» покинул партнёр Дерека по атаке, Энтони Стоукс, перешедший в «Селтик». Джон Хьюз начал использовать Райордана в качестве единственного нападающего, что вскоре принесло свои плоды — в четырёх сентябрьских матчах шотландской Премьер-лиги форвард забил три мяча, поразив ворота «Инвернесс Каледониан Тисл», «Гамильтон Академикал» и «Селтика». В октябре Джон Хьюз был уволен с поста наставника «Хиберниана». Пришедший ему на смену Колин Колдервуд наделил Райордана капитанскими полномочиями. В своей второй игре в роли лидера команды Дерек был удалён с поля за неоправданно жёсткий подкат против футболиста «Харт оф Мидлотиан» Руди Скацела. Отбыв дисквалификацию, Райордан 13 ноября забил два гола в ворота «Мотеруэлла», тем самым принеся победу эдинбургцам со счётом 2:1. 18 декабря форвард в сотый раз отличился за «хибс», в этот день «бело-зелёные» играли с «Килмарноком». В истории эдинбургского клуба Дерек стал девятым игроком, которому удалось достичь рубежа в сто мячей. 1 марта 2011 года Райордан добился ещё одного достижения — забив гол в ворота «Гамильтон Академикал», нападающий смог в 94-й раз отличиться в матчах шотландской Премьер-лиги. Тем самым, он расположился на третьем месте в списке лучших снайперов элитного дивизиона «тартановой страны» позади Хенрика Ларссона и Криса Бойда.
В апреле того же года британская газета «Daily Express» сообщила, что Райордан покинет «Хиберниан» по окончании сезона 2010/11. Контракт форварда с «хибс» истекал в конце июня 2011 года. Издание сообщило, что футболист и руководство клуба не смогли прийти к соглашению по заключению новой сделки о сотрудничестве.

### «Шэньси Чаньба»
7 июля 2011 года Райордан заключил 2-летнее соглашение с китайским клубом «Шэньси Чаньба». Уже 10 июля Дерек дебютировал в своей новой команде, выйдя на замену в мачте с «Ляонином». Через четыре дня Райордан впервые сыграл в основном составе «Чаньба» в поединке с «Шэньчжэнь Руби». 21 августа форвард впервые отличился забитым мячом за «Шэньси», нанеся точный результативный удар во встрече против «Чэнду Блэйдс». По итогам сезона «Чаньба» заняли девятое место китайской Суперлиги. Райордан стал любимцем местной публики, однако главный тренер «Шэньси» Гао Хунбо раскритиковал шотландца за его «плохую игру», с чем форвард категорически не согласился. В ноябре того же года Дерек и «Чаньба» по обоюдному согласию досрочно прервали договор о сотрудничестве.

### «Сент-Джонстон»
В конце 2011 года в прессе появились сообщения о том, что в январе 2012 года Дерек пополнит состав одного из турецких или итальянских клубов. Тем не менее, в начале года форвард прибыл на просмотр в «Килмарнок» и уже в первые дни своего пребывания в рядах «килли» удостоился самых лестных комментариев от наставника команды Кенни Шилса. К сожалению для Райордана, он не смог договориться с клубом по поводу постоянного контракта и вскоре прибыл на просмотр в английский «Блэкпул», где его также ждала неудача с трудоустройством. В конце марта Дерек отправился на смотрины в шотландский «Сент-Джонстон». Формой футболиста тренерский штаб «святых» был удовлетворён, и 30 марта Райордан подписал с коллективом из Перта краткосрочный контракт до конца сезона 2011/12. 21 апреля Дерек вышел в основном составе «Сент-Джонстона» на матч чемпионата страны с «Данди Юнайтед» и отыграл 58 минут, тем самым дебютировав в новом клубе. 15 мая издание «The Courier» выступило с информацией, что по окончании футбольного года контракт Райордан не удостоится нового контракта от руководства «святых». Так и произошло — в начале лета 2012 года форвард стал свободным агентом.
В июле Райордан проходил просмотр в неназванном клубе испанской Примеры. Позднее Дерек тренировался вместе с английским «Милтон-Кинс Донс». В августе интерес к форварду проявлял новичок шотландской Премьер-лиги «Росс Каунти».

### «Бристоль Роверс»
27 сентября 2012 года Райордан подписал 3-месячный контракт с английским «Бристоль Роверс». Через два дня Дерек впервые защищал цвета «пиратов» в официальном матче, коим была встреча с «Эксетер Сити». За три месяца в «Роверс» шотландец без голов провёл 12 игр, после чего, не дождавшись пролонгации договора, вновь оказался свободным агентом.

### Клубная статистика
| Клуб                       | Сезон                      | Чемпионат | Чемпионат | Кубок | Кубок | Кубок Лиги | Кубок Лиги | Еврокубки | Еврокубки | Итого | Итого |
| Клуб                       | Сезон                      | Игры      | Голы      | Игры  | Голы  | Игры       | Голы       | Игры      | Голы      | Игры  | Голы  |
| -------------------------- | -------------------------- | --------- | --------- | ----- | ----- | ---------- | ---------- | --------- | --------- | ----- | ----- |
| Хиберниан                  | 2001/02                    | 6         | 0         | 2     | 0     | 1          | 0          | —         | —         | 9     | 0     |
| Хиберниан                  | 2002/03                    | 10        | 3         | —     | —     | 1          | 0          | —         | —         | 11    | 3     |
| Хиберниан                  | 2003/04                    | 34        | 15        | 1     | 0     | 5          | 3          | —         | —         | 40    | 18    |
| Хиберниан                  | 2004/05                    | 37        | 20        | 4     | 1     | 3          | 2          | —         | —         | 44    | 23    |
| Хиберниан                  | 2005/06                    | 36        | 16        | 3     | 1     | 2          | 2          | 1         | 1         | 42    | 20    |
| Хиберниан                  | 2008/09                    | 32        | 12        | 1     | 0     | —          | —          | —         | —         | 33    | 12    |
| Хиберниан                  | 2009/10                    | 37        | 13        | 4     | 3     | 2          | 1          | —         | —         | 43    | 17    |
| Хиберниан                  | 2010/11                    | 33        | 11        | 2     | 0     | 1          | 0          | 2         | 0         | 38    | 11    |
| Всего за «Хиберниан»       | Всего за «Хиберниан»       | 225       | 90        | 17    | 5     | 15         | 8          | 3         | 1         | 260   | 104   |
| Кауденбит                  | 2002/03                    | 2         | 3         | 1     | 1     | —          | —          | —         | —         | 3     | 4     |
| Всего за «Кауденбит»       | Всего за «Кауденбит»       | 2         | 3         | 1     | 1     | 0          | 0          | 0         | 0         | 3     | 4     |
| Селтик                     | 2006/07                    | 16        | 4         | 3     | 3     | 2          | 0          | —         | —         | 21    | 7     |
| Селтик                     | 2007/08                    | 8         | 1         | 1     | 0     | 1          | 0          | 1         | 0         | 11    | 1     |
| Всего за «Селтик»          | Всего за «Селтик»          | 24        | 5         | 4     | 3     | 3          | 0          | 1         | 0         | 32    | 8     |
| Шэньси Чаньба              | 2011                       | 9         | 1         | —     | —     | —          | —          | —         | —         | 9     | 1     |
| Всего за «Шэньси Чаньба»   | Всего за «Шэньси Чаньба»   | 9         | 1         | 0     | 0     | 0          | 0          | 0         | 0         | 9     | 1     |
| Сент-Джонстон              | 2011/12                    | 4         | 0         | —     | —     | —          | —          | —         | —         | 4     | 0     |
| Всего за «Сент-Джонстон»   | Всего за «Сент-Джонстон»   | 4         | 0         | 0     | 0     | 0          | 0          | 0         | 0         | 4     | 0     |
| Бристоль Роверс            | 2012/13                    | 11        | 0         | 1     | 0     | —          | —          | —         | —         | 12    | 0     |
| Всего за «Бристоль Роверс» | Всего за «Бристоль Роверс» | 11        | 0         | 1     | 0     | 0          | 0          | 0         | 0         | 12    | 0     |
| Аллоа Атлетик              | 2013/14                    | 2         | 0         | —     | —     | —          | —          | —         | —         | 2     | 0     |
| Всего за «Аллоа Атлетик»   | Всего за «Аллоа Атлетик»   | 2         | 0         | 0     | 0     | 0          | 0          | 0         | 0         | 2     | 0     |
| Брихин Сити                | 2014/15                    | 1         | 0         | —     | —     | —          | —          | —         | —         | 1     | 0     |
| Всего за «Брихин Сити»     | Всего за «Брихин Сити»     | 1         | 0         | 0     | 0     | 0          | 0          | 0         | 0         | 1     | 0     |
| Ист Файф                   | 2014/15                    | 4         | 2         | —     | —     | —          | —          | —         | —         | 4     | 2     |
| Всего за «Ист Файф»        | Всего за «Ист Файф»        | 4         | 2         | 0     | 0     | 0          | 0          | 0         | 0         | 4     | 2     |
| Всего за карьеру           | Всего за карьеру           | 282       | 101       | 23    | 9     | 18         | 8          | 4         | 1         | 327   | 119   |

(откорректировано по состоянию на 7 марта 2015)

## Сборная Шотландии
Райордан дебютировал за национальную сборную в товарищеском матче против сборной Австрии 17 августа 2005 года. Вторую игру в составе «тартановой армии» Дерек сыграл лишь через 4 года — 10 октября 2009 года британцы встречались с японцами.
Всего Райордан провёл три матча в составе сборной.

## Матчи и голы за сборную Шотландии
| № | Дата            | Место                                               | Оппонент | Счёт | Голы Райордана | Соревнование      |
| 1 | 17 августа 2005 | Стадион имени Арнольда Шварценеггера, Грац, Австрия | Австрия  | 2:2  | —              | Товарищеский матч |
| 2 | 10 октября 2009 | «Ниссан», Йокогама, Япония                          | Япония   | 0:2  | —              | Товарищеский матч |
| 3 | 14 ноября 2009  | «Кардифф Сити», Кардифф, Уэльс                      | Уэльс    | 0:3  | —              | Товарищеский матч |

Итого: 3 матча / 0 голов; 0 побед, 1 ничья, 2 поражения.
(откорректировано по состоянию на 14 ноября 2009)

### Сводная статистика игр/голов за сборную
| Сборная          | Год              | Отборочные матчи ЧМ | Отборочные матчи ЧМ | Финальные матчи ЧМ | Финальные матчи ЧМ | Отборочные матчи ЧЕ | Отборочные матчи ЧЕ | Финальные матчи ЧЕ | Финальные матчи ЧЕ | Товарищеские матчи | Товарищеские матчи | Итого | Итого |
| Сборная          | Год              | Игры                | Голы                | Игры               | Голы               | Игры                | Голы                | Игры               | Голы               | Игры               | Голы               | Игры  | Голы  |
| ---------------- | ---------------- | ------------------- | ------------------- | ------------------ | ------------------ | ------------------- | ------------------- | ------------------ | ------------------ | ------------------ | ------------------ | ----- | ----- |
| Шотландия        | 2005             | —                   | —                   | —                  | —                  | —                   | —                   | —                  | —                  | 1                  | 0                  | 1     | 0     |
| Шотландия        | 2009             | —                   | —                   | —                  | —                  | —                   | —                   | —                  | —                  | 2                  | 0                  | 2     | 0     |
| Всего за карьеру | Всего за карьеру | 0                   | 0                   | 0                  | 0                  | 0                   | 0                   | 0                  | 0                  | 3                  | 0                  | 3     | 0     |

(откорректировано по состоянию на 14 ноября 2009)

## Достижения

### Командные достижения
«Селтик»
- Чемпион Шотландии: 2006/2007
- Обладатель Кубка Шотландии: 2006/07

### Личные достижения
- Молодой игрок года по версии футболистов ШПФА: 2005
- Молодой игрок года по версии Шотландской ассоциации футбольных журналистов: 2005
- Молодой игрок месяца шотландской Премьер-лиги (6): апрель 2004, сентябрь 2004, ноябрь 2004, декабрь 2004, январь 2005, май 2005
- Игрок месяца шотландской Премьер-лиги: сентябрь 2009

## Личная жизнь
Летом 2008 года Райордан был задержан полицией Эдинбурга после того, как он подрался с охранником клуба «Берлин», отказавшегося пустить футболиста в увеселительное заведение. После этого Дереку был предъявлен двухлетний запрет на посещение ночных клубов и пабов, входящих в крупнейшую развлекательную сеть шотландской столицы — «Unight». Этот запрет увеличили ещё на пять лет по причине повторной драки Райордана с посетителями развлекательного центра в ноябре этого же года. Перед началом сезона 2009/10 Дерек был крупно оштрафован и предупреждён руководством «Хиберниана» — на этот раз за нарушение общественного порядка, после чего он был вновь задержан полицией. На этом Райордан не остановился и в мае 2012 года вновь оказался в сводках нарушителей после того, как предположительно подрался с охранником эдинбургского паба «Picture House».
Лучшим другом Райордана является его бывший одноклубник по «хибс» нападающий Гарри О’Коннор.